# جاودووو
جاودووو (به لهستانی:  Działdowo) یک منطقهٔ مسکونی در لهستان است که در شهرستان جاودووو واقع شده‌است. جاودووو ۱۳٫۳۵ کیلومتر مربع مساحت و ۲۰٬۸۲۴ نفر جمعیت دارد.

## خواهرخوانده
شهر هرسفلد-رتنبورگ خواهرخواندهٔ جاودووو هست.